# Nagybudmér
Nagybudmér là một thị trấn thuộc hạt Baranya, Hungary. Thị trấn này có diện tích 10,22 km², dân số năm 2010 là 217 người, mật độ 21 người/km².